# Alzata frontale
Le alzate frontali (in inglese front raise) sono un esercizio con i pesi mirato prevalentemente alla stimolazione del capo anteriore del muscolo deltoide.

## Esecuzione

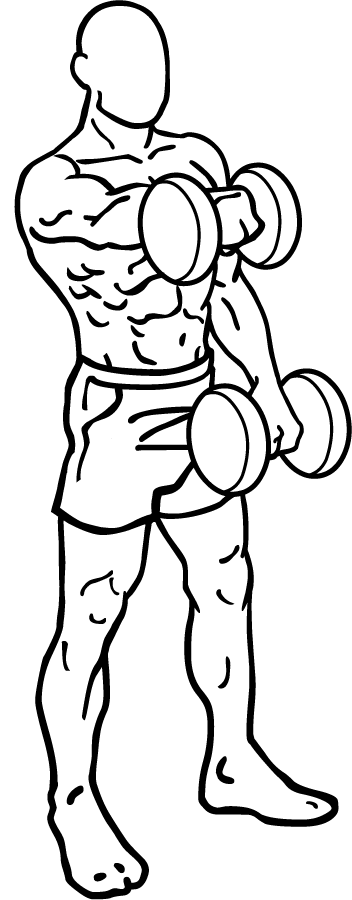
Le classiche alzate frontali in posizione eretta ad esecuzione alternata.

L'esercizio delle alzate frontali può essere eseguito in diverse maniere. La versione classica prevede la posizione eretta (standing front raise), con manubri in pronazione, oppure a presa neutra (a martello). Il movimento prevede una flessione pura del braccio, mantenendo i gomiti leggermente flessi e bloccati, senza variare quindi la loro lunghezza e senza essere mobilizzati durante l'esecuzione. Il blocco articolare del gomito rende tale esercizio monoarticolare o di isolamento, a significare che l'unica articolazione mobile durante il movimento è quella della spalla. Questo per ottenere in massimo isolamento del deltoide e l'esclusione della muscolatura sinergica che mobilita il gomito. Partendo da braccia lungo i fianchi, si esegue un movimento di flessione del braccio, ovvero di elevazione sul piano sagittale, fino ad arrivare a 90° (braccia orizzontali e parallele al terreno). Spesso eseguito sollevando entrambe le braccia contemporaneamente, l’alzata frontale è comune anche nella versione a braccia alternate. In quest'ultimo caso l'esercizio risulterà naturalmente più facile a parità di carico per la breve sosta tra le ripetizioni a carico dello stesso braccio. Le pause tra le ripetizioni (come nelle versioni degli esercizi a braccia alternate) tendono a portare ad una riduzione della secrezione di lattato e molecole come GH e catecolammine rispetto alle ripetizioni continuate, e ciò si traduci in un inferiore stress meccanico e metabolico rispetto alle alzate a braccia doppie, in cui la sosta tra le ripetizioni viene evitata. Alcuni autori suggeriscono anche l'intrarotazione del braccio durante la massima contrazione, una volta raggiunta la linea orizzontale (pollice in basso mignolo in alto). Ciò è presumibilmente giustificato dal fatto che il deltoide anteriore è anche un intrarotatore del braccio, quindi ruotando internamente il braccio durante la fase concentrica ne verrebbe aumentato il range di movimento (ROM) consentendogli di raggiungere un maggiore grado di contrazione massima. Tuttavia non viene considerato che l'intrarotazione del braccio durante la flessione porta in conflitto i tendini della cuffia dei rotatori con l'acromion, culminando facilmente nella sindrome da impingement. Il movimento delle alzate frontali (flessione del braccio sulla spalla) è finalizzato primariamente al coinvolgimento del deltoide anteriore, ma altri fasci muscolari coinvolti sono il fascio clavicolare del grande pettorale, il coracobrachiale, il sovraspinato, il bicipite brachiale, e in minor misura anche il deltoide laterale.

## Varianti

### Alzate frontali da seduto
Come tutti gli esercizi eseguiti da seduto, anche le alzate frontali da seduto (seated front raise) impediscono il cheating mediante la spinta degli arti inferiori, e sono quindi ritenuti più indicati per il maggiore isolamento distretto muscolare e la massima sicurezza, evitando eventuali movimenti scorretti. È possibile utilizzare una panca con lo schienale a 90°, che permette di appoggiare il tronco (perpendicolare al suolo), o scegliere la variante senza schienale. In questo secondo caso è evidente che anche la muscolatura del tronco (paravertebrali, gruppo addominale e lombare) eserciterà un lavoro di stabilizzazione particolarmente significativo, e sarà facile usare il cheating nel caso vengano impiegati carichi impegnativi. Nel primo caso lo schienale permetterà uno scarico o un minore intervento della bassa schiena, riducendo la pressione sul rachide e lo sforzo dei muscoli lombari e addominali per la stabilizzazione. Ciò può essere di interesse per prevenire infortuni alla bassa schiena dovuti a scorretti movimenti di rimbalzo e colpi di reni, che con la panca a 90° vengono impediti.

### Alzate frontali con bilanciere, manubrio o zavorra

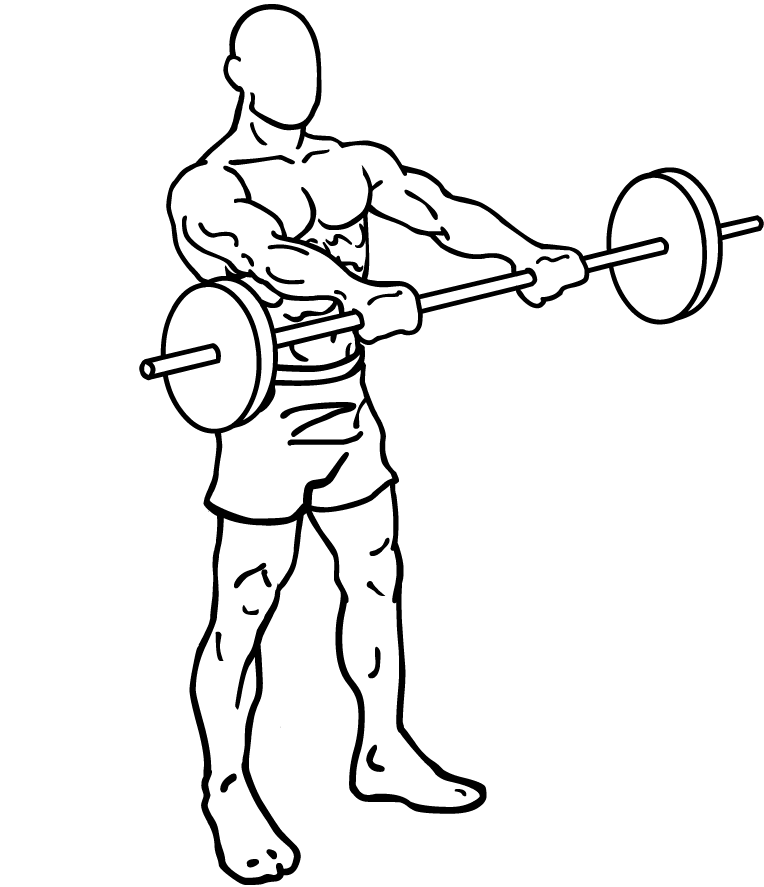
Rappresentazione delle alzate frontali con bilanciere.

Le alzate frontali possono essere svolte scegliendo bilanciere, bilanciere a martello, un manubrio impugnato con entrambe le mani, o la zavorra. Queste varianti possono essere più utili nel caso di esecuzione con carichi più elevati. Con il bilanciere dritto (presa prona), vengono reclutati gli estensori del polso e i flessori delle dita con maggior impegno; tuttavia questi muscoli sono deboli e potrebbero facilmente cedere prima dell'effettivo esaurimento del deltoide nel caso vengano impiegati pesi elevati. Il bilanciere a martello (hammer barbell), che obbliga ad una presa neutra, serve a evitare questo inconveniente escludendo l'intervento degli estensori del polso e riducendo notevolmente quello dei flessori delle dita, e lo stesso si può dire per il manubrio o la zavorra. Le varianti che permettono la presa neutra possono essere più vantaggiose anche per la riduzione del rischio di impingement, aggravato in proporzione all'intrarotazione dell'omero durante la flessione. Naturalmente queste le tipologie di alzate frontali diventano difficilmente praticabili da seduti su panca a 90°, a meno che non ne venga ridotto il range of motion (ROM) in maniera importante, evitando la fase di massimo allungamento.

### Alzate frontali supini su panca inclinata
Le alzate frontali supini su panca inclinata (front incline dumbbell raise) vengono eseguite distesi supini su panca inclinata tra i 45 e i 60°. È possibile utilizzare manubri, bilancieri o zavorre. L'esercizio si presenta interessante dal punto di vista della sicurezza e dell'isolamento per quanto riguarda i pesi liberi, ed ha il pregio di ridurre notevolmente il rischio infortuni a carico della bassa schiena. Grazie alla posizione distesa, l'esercizio è in grado di portare alla massima esclusione possibile della muscolatura stabilizzatrice, permettendo di isolare al massimo i deltoidi. Il punto a favore di questa variante, è che la posizione del corpo permette una diversa distribuzione della forza durante il movimento. Infatti, nelle normali alzate frontali in posizione eretta o da seduti con busto in verticale, la forza di gravità esercita un'azione minima quando le braccia sono più estese (vicino ai fianchi) creando una situazione più vantaggiosa per il deltoide (muscolo allungato), mentre nella posizione supina su inclinata si ottiene la massima azione della forza di gravità (momento della resistenza maggiore) proprio quando le braccia sono più estese. Ciò in conclusione implica che nella stazione eretta si fa più fatica man mano che il braccio si eleva fino all'orizzontale, mentre viceversa supini su panca inclinata lo sforzo è relativamente maggiore alla partenza decresce via via che il braccio viene flesso. Un vantaggio biomeccanico potenziale dato dall'esercizio è quello di ridurre l'attività degli elevatori della scapola, segmento che inizia ad elevarsi potenzialmente di pari passo con la flessione del braccio. Questa variante potrebbe quindi essere suggerita ai soggetti con la tendenza ad alzare il moncone delle spalle eseguendo le normali alzate frontali, oppure ai soggetti abituati ad incassare le spalle o a utilizzare slanci potenzialmente lesivi per l'articolazione della spalla, la bassa schiena o l'area cervicale.
Sebbene le alzate frontali supini su panca inclinata possano essere ritenute utili per lo stimolo del deltoide anteriore, in realtà presentano un notevole svantaggio in termini di reclutamento del deltoide. Analizzando l'attività dei muscoli che flettono il braccio, si può notare che nella prima metà della flessione, i muscoli nelle fasi iniziali dell'alzata non sono i deltoidi, ma la cuffia dei rotatori, soprattutto il sovraspinato. Ciò significherebbe che, dal momento che le alzate frontali da supini su panca inclinata pongono una maggiore difficoltà nelle prime fasi della flessione (~0-60°), queste pongono una sollecitazione relativamente maggiore della cuffia dei rotatori e relativamente minore sul deltoide anteriore, che inizia ad attivarsi in maniera più rilevante ad un grado di flessione più avanzato. In conclusione, più il busto tende all'inclinazione verso l'orizzontale, e meno il deltoide viene sollecitato a causa del graduale spostamento del momento torcente ad un livello di flessione sempre minore. Si può quindi concludere che nell'esercizio praticato supino su panca piana la sollecitazione del deltoide anteriore sia inconsistente.
Ad ogni modo, un ulteriore punto a favore offerto dall'esercizio è quello di poter evitare la flessione fino a 90° (rispetto al busto), in quanto la tensione maggiore viene ottenuta lungo un arco di movimento ad inferiori livelli di flessione. Questo aspetto può essere favorevole per i soggetti con la sindrome da impingement, il cui dolore viene appunto avvertito quando si raggiunge la massima flessione solitamente prevista nell'esercizio, tra i 90° e i 105°, e quindi dovrebbero evitare di elevare il braccio fino a tale soglia. In altri termini, grazie alla differente distribuzione delle forze, l'esercizio permette di ottenere una maggiore tensione prima dei 90° di flessione, consentendo di raggiungere il momento torcente (maggiore tensione) ad un livello di flessione inferiore, senza la necessità di portare il braccio fino a 90°, punto in cui si avverte il dolore causato dal conflitto tra i tendini, la borsa acromiale e l'arco acromiale.

### Alzate frontali ai cavi
Le alzate frontali ai cavi (cable front raise) sono la variante delle alzate frontali praticate ai cavi bassi. Possono essere eseguite in diverse varianti:
- in modalità bilaterale ai cavi bassi doppi, un cavo per braccio (catena cinetica aperta);[2]
- in modalità bilaterale posizionandosi di schiena rispetto all'origine del cavo basso, facendo passare il cavo in mezzo alle gambe con presa prona (barra) o neutra (corde);[1][2]
- in modalità monolaterale al cavo basso singolo, posizionandosi sempre di schiena rispetto all'origine del cavo basso;[1][2]

Tali modalità ricalcano le normali alzate frontali con manubri, con il vantaggio di ottenere una tensione costante lungo tutto l'arco di movimento (ROM), e quindi di mantenere la tensione muscolare anche quando le braccia sono addotte lungo i fianchi, in quanto il cavo continua ad esercitare una resistenza, non essendo vincolato dalla gravità. In questo caso non viene però considerato il principio biomeccanico essenziale che vede come maggior protagonista della prima metà dell'arco di movimento il sovraspinato e meno il deltoide. Quindi il fatto che i cavi portino ad un aumento della tensione muscolare nei primi gradi di flessione si traduce in un maggiore stimolo del sovraspinato. Tra le tre modalità, la prima è da sconsigliare per l'isolamento dei deltoidi, perché i cavi bassi un lato per braccio originano troppo esternamente rispetto alla posizione del corpo, portando a modificare la traiettoria da una flessione pura ad un movimento diagonale intermedio tra la flessione e la flessione orizzontale (piano trasversale), stimolando maggiormente il fascio clavicolare del grande pettorale a scapito del deltoide. Infatti questa variante può essere più correttamente riconosciuta come l'esercizio per il grande pettorale delle croci o cross-over ai cavi bassi (low cable cross-over o low cable fly). Per fare in modo che lo stimolo sul deltoide anteriore e il suo isolamento venga massimizzato, è necessario seguire una traiettoria sul piano sagittale (flessione pura), quindi il cavo basso deve per forza originare da dietro il corpo, dandogli la schiena.

## Rischio infortuni ed errori
Il rischio infortuni durante le alzate frontali può essere elevato. Durante l'esecuzione, è necessario controllare il movimento in modo da mobilizzare solo l'articolazione della spalla. L'esercizio viene sconsigliato in caso di infortuni alla spalla o dolore. Viene rilevato che durante la flessione può avvenire un contatto tra la cuffia dei rotatori e la cavità glenoidea superiore, dando potenzialmente origine a traumi della cuffia dei rotatori, come la sindrome da impingement. Tale infortunio, che prende anche il nome di "sindrome da conflitto della cuffia dei rotatori", si riferisce alla compressione e all'abrasione meccanica dei tendini della cuffia dei rotatori, della borsa subacromiale e del capo lungo del bicipite al di sotto della superficie inferiore anteriore dell'acromion, del legamento coracoacromiale, o sulla superficie inferiore dell'articolazione acromion-claveare durante l'elevazione del braccio. Il continuo movimento di flessione fino a 90° o oltre questa soglia, nel tempo genera infiammazione e dolore a carico di questi tendini a causa dello sfregamento e compressione della grande tuberosità dell'omero durante il passaggio nello spazio ristretto tra l'acromion della scapola. In realtà, ciò che può determinare o peggiorare l’impingement durante la flessione è la rotazione dell'omero. Infatti la flessione dell'omero in intrarotazione, una condizione che viene ottenuta nelle alzate frontali a presa prona (palmi in basso), o peggio con l'intrarotazione finale, porta a entrare in conflitto il tendine del sovraspinato con la supercifie anteriore del legamento coracoacromiale. Visto che l’impingement tra i tendini della cuffia e l'acromion avviene raggiungendo la massima flessione prevista nell'esercizio, tra i 90° e i 105°, e mantenendo una certa rotazione interna dell'omero, in caso di lesioni o infiammazioni il movimento potrebbe essere eseguito seguendo un ROM parziale fino a circa 75° di flessione, e mantenendo una presa che non porti l'omero in intrarotazione, ovvero la presa neutra. Se si accusa la sindrome da impingement l'esercizio comunque dovrebbe essere evitato.
Un altro svantaggio articolare dato dalle alzate frontali è la distribuzione del carico su una sola articolazione, una caratteristica propria degli esercizi monoarticolari. Gli esercizi monoarticolari impongono infatti che tutto il carico vada a gravare sull'unica articolazione coinvolta, e ciò può essere svantaggioso per l'articolazione della spalla, soprattutto considerando che il movimento porta potenzialmente ad un conflitto tra i tendini della cuffia dei rotatori e l'arco acromiale. In caso di lesioni o infortuni, può essere piuttosto suggerito un esercizio multiarticolare, meglio adatto a distribuire lo stress su più giunture (in questo caso il gomito) riducendo la gravosità sull'articolazione lesa.
Proprio per questi motivi, le alzate frontali potrebbero essere sconsigliate per evitare anche l'infiammazione del capo lungo del bicipite. Il bicipite brachiale partecipa attivamente alla flessione del braccio, e il capo lungo agisce come stabilizzatore della testa omerale durante il movimento, oltre ad essere relativamente più coinvolto rispetto al capo breve. Il capo lungo può aumentare la sua attivazione durante l'elevazione del braccio in misura maggiore rispetto al deltoide, ed essendo uno stabilizzatore della testa omerale, il movimento di flessione, specie in modalità monoarticolare, può determinare l'infiammazione o la rottura di questo fascio. Infatti anche il tendine del capo lungo del bicipite può risultare una delle parti coinvolte nella sindrome da impingement.
Durante le alzate frontali può essere comune l'uso di carichi eccessivi, i quali possono essere sollevati in maniera scorretta con impropri movimenti di rimbalzo e "colpi di reni" (Cheating), determinando un potenziale rischio traumatico alla bassa schiena con infiammazioni, lombalgie, e erniazioni. Tale tecnica scorretta andrebbe evitata, con un particolare accento sui soggetti che presentano una naturale accentuazione o una riduzione della lordosi lombare (ipolordosi o iperlordosi). Per ovviare a questo problema può essere suggeribile appoggiare la schiena alla parete durante l'esercizio in posizione eretta, al fine di sviluppare un maggiore controllo del movimento evitando movimenti scorretti della bassa schiena.
Un ulteriore rischio per l'integrità articolare è rappresentato dall'errore di protendere la testa in avanti durante l'esecuzione. Ciò può contribuire a creare infortuni alla spina cervicale, promuovendo delle deformazioni posturali. La postura con la testa protesa in avanti (forward head posture) è caratterizzata da una funzione alterata della meccanica della zona cervicale. Questa causa un accorciamento e irrigidimento dei muscoli suboccipitali, dello sternocleidomastoideo e dello scaleno anteriore, e un'eccessiva debolezza dei lunghi muscoli estensori cervicali, dell'elevatore della scapola e degli adduttori delle scapole. Questo può portare non solo a cervicalgie, ma anche a disfunzioni dell'articolazione temporomandibolare e mal di testa. La protrusione della testa durante gli esercizi in cui i muscoli del collo sono sotto carico è stata anche collegata con un aumentato rischio di erniazione discale cervicale.

## Aspetti anatomici

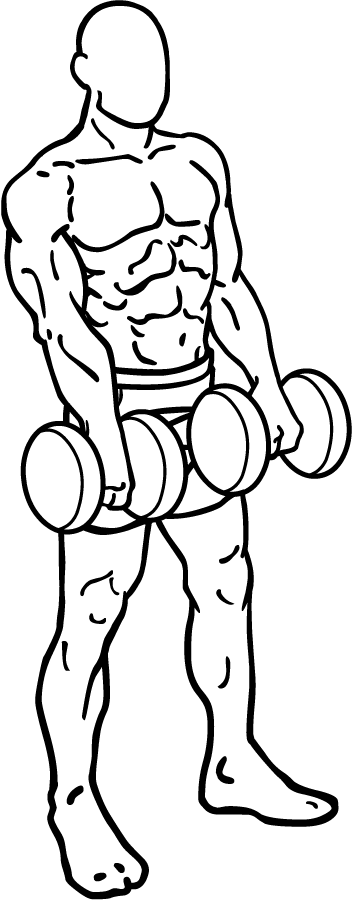
Fase iniziale o picco della fase eccentrica nelle alzate frontali: durante la prima metà del movimento i principali responsabili della flessione della spalla sono il sovraspinato e il sottospinato, non il deltoide.

Anche se ritenuto un esercizio di isolamento per il deltoide anteriore, il movimento dell’alzata frontale corrisponde ad una flessione pura sul piano sagittale, il che implica il coinvolgimento di diversi gruppi muscolari. Analizzando l'attività del deltoide, il capo anteriore risulta il vero e proprio agonista, il capo laterale risulta sinergico, mentre il capo posteriore è antagonista, in quanto responsabile di movimenti diametralmente opposti quali l'estensione orizzontale, l'estensione, l'adduzione e l'extrarotazione del braccio. Il sovraspinato, che risulta essere l'iniziatore del movimento, è più attivo nei primi 45° gradi dell'alzata rispetto ai successivi 45° fino all'orizzontale. Evidenze recenti riconoscono che anche altri muscoli della cuffia dei rotatori siano coinvolti nel movimento di flessione: il sottospinato viene attivato in maniera importante, mentre il sottoscapolare in misura significativamente minore. Il reclutamento della cuffia dei rotatori non sorprende, in quanto il movimento di flessione trova delle similitudini con i test empy can (o test di Jobe) e full can utilizzati per diagnosticare la lesione o l'infiammazione del tendine del sovraspinato, con la differenza che durante l'elevazione, il braccio viene flesso in orizzontale solo fino a circa 30° (piano scapolare) senza muoversi quindi sul piano sagittale. Questi movimenti reclutano altamente il sovraspinato. La differenza tra il full can e l’empty can sta nella rotazione dell'omero. Nel primo caso il braccio è intrarotato, con il pollice in basso e il mignolo in alto, mentre viceversa nel secondo caso il braccio è extrarotato, con il pollice in alto e il mignolo in basso. Si è evidenziato che nei movimenti di abduzione (come nelle alzate laterali) l'intrarotazione aumenta la sollecitazione del sovraspinato e il full can può risultare migliore del empty can, in quanto riduce il rischio di impingement. Ciò accade anche sul piano sagittale durante l’alzata frontale, a significare più il braccio durante l'elevazione è intrarotato, e più questo recluta il sovraspinato. Il motivo sembrerebbe semplice, in quanto il sovraspinato è anche un extrarotatore oltre che un flessore del braccio, quindi ruotando internamente l'omero esso viene portato in prestiramento e ulteriormente sollecitato. Sarebbe quindi suggeribile scegliere le varianti delle alzate frontali che non portano a enfatizzare l'intrarotazione dell'omero, ovvero quelle che permettono una presa neutra piuttosto che prona, per evitare l'eccessivo stress sul sovraspinato e l’impingement subacromiale del suo tendine. Infatti il rischio di impingement viene enfatizzato, oltre che dalla maggiore flessione, anche dalla maggiore intrarotazione del braccio, la quale è determinata in parte dall'impugnatura dell'attrezzo: a presa neutra l'omero è relativamente meno intrarotato, quindi il sovraspinato è meno prestirato e si riduce la possibilità che il suo tendine entri in conflitto con l'acromion; mentre a presa prona, peggio ancora terminando il movimento con l'intrarotazione, l'omero viene maggiormente intrarotato, e ciò porta in maggiore prestiramento il sovraspinato e ad un maggiore rischio di impingement. L’impingement è determinato dal fatto che l'intrarotazione dell'omero nel movimento fa sì che la grande tuberosità dell'omero e quindi l'inserzione tendinea del sovraspinato vengano spostati anteriormente, determinandone il contatto con l'arco acromiale.

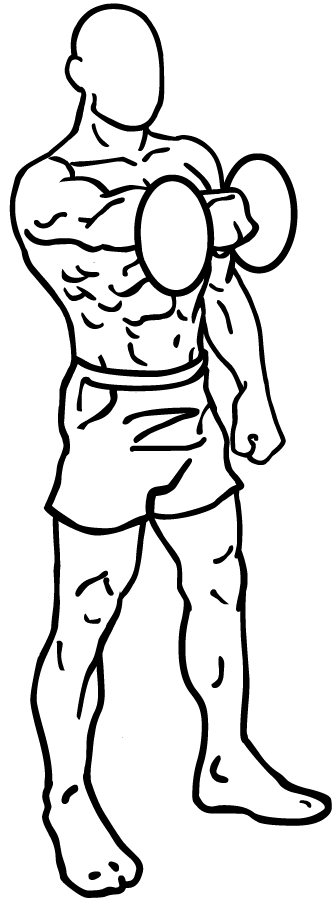
Alzate frontali con manubrio in modalità unilaterale.

Altri gruppi muscolari che intervengono attivamente nel movimento di flessione sono, il fascio clavicolare del grande pettorale, il coracobrachiale, e il bicipite brachiale. Per quanto riguarda il fascio clavicolare, esso viene attivato in misura maggiore in proporzione all'adduzione. Mentre il grande pettorale nella sua totalità è il protagonista durante la pura flessione orizzontale quando l'omero è abdotto a 90°, il capo clavicolare aumenta la sua attività a scapito della parte restante del grande pettorale quando il movimento risulta intermedio tra la flessione orizzontale (piano trasversale, cioè con omero abdotto di 90°) e la pura flessione (piano sagittale, cioè con omero addotto a 0°), seguendo quindi una linea diagonale. Pur risultando un fascio sinergico, esso interviene in misura relativamente minore durante la flessione pura, cioè nel movimento delle alzate frontali, rispetto ad una flessione diagonale. Il bicipite brachiale agisce attivamente come flessore del braccio durante l'alzata con entrambi i capi, e alcuni autori segnalano un'attività leggermente maggiore da parte del capo lungo.
Durante il movimento della flessione pura vengono coinvolti anche gli stabilizzatori e elevatori delle scapole, principalmente il trapezio con i suoi fasci superiori (discendenti) e inferiori (ascendenti) e il gran dentato, ma anche l'elevatore della scapole e i romboidi. Essi aumentano la loro attività man mano che il braccio si eleva. Durante massima elevazione dell'omero la scapola normalmente ruota verso l'alto a circa 45-55° di elevazione, e ruota esternamente a circa 15-35°. I muscoli scapolari sono importanti durante l'elevazione omerale perché ne favoriscono i movimenti, in particolare il dentato anteriore, che contribuisce alla rotazione scapolare verso l'alto e la retroversione. Il dentato anteriore aiuta anche a stabilizzare il bordo mediale e angolo inferiore della scapola, evitando l'intrarotazione scapolare e l'anteroversione. Il movimento di elevazione della scapola durante la flessione comunque può essere controllato riducendo l'attività dei suoi elevatori e favorendo una ridistribuzione delle forze sui flessori della spalla, e potenzialmente rafforzando gli antagonisti abbassatori delle scapole principalmente rappresentati dai fasci mediali e ascendenti (inferiori) del trapezio, oltre che dal piccolo pettorale e dai romboidi.
Muscoli coinvolti nella flessione del braccio:
- Muscolo deltoide (anteriore e laterale)
- Muscolo grande pettorale (fascio clavicolare)
- Muscolo coracobrachiale
- Muscolo bicipite brachiale[22]
- Muscolo sovraspinato[7][27]
- Muscolo sottoscapolare

*il sovraspinato è più attivo da 0° a 45° e meno attivo da 45° a 90° di flessione.
Muscoli coinvolti nel'elevazione e stabilizzazione della scapola:*
- Muscolo trapezio (fasci discendenti e ascendenti)
- Muscoli piccolo e grande romboide
- Muscolo elevatore della scapola
- Muscolo gran dentato

*la scapola si eleva di pari passo alla flessione del braccio.